# 록맨 ZX
《록맨 ZX》(ロックマンゼクス)는 인티 크리에이츠가 개발하고 캡콤이 배급한 닌텐도 DS 비디오 게임이다. 록맨 프렌차이즈에서 6번째로 출범한 시리즈로, 2006년 7월 6일 일본서 처음 출시됐다. 북미 및 유럽 지역에선 《메가맨 ZX》(Mega Man ZX)라는 제목으로 발매됐다.
록맨 제로의 사건 종결 후 약 200년 후, 인간과 로봇이 공존하는 세계를 무대로 한다. 후속작 록맨 ZX 어드벤트가 2007년에 발매됐다.

## 평가
《록맨 ZX》는 대부분의 출처에서 긍정적인 평가를 받았다.